# Ferrari Omologata
Ferrari Omologata – samochód sportowy klasy wyższej typu one-off wyprodukowany pod włoską marką Ferrari w 2020 roku.

## Historia i opis modelu

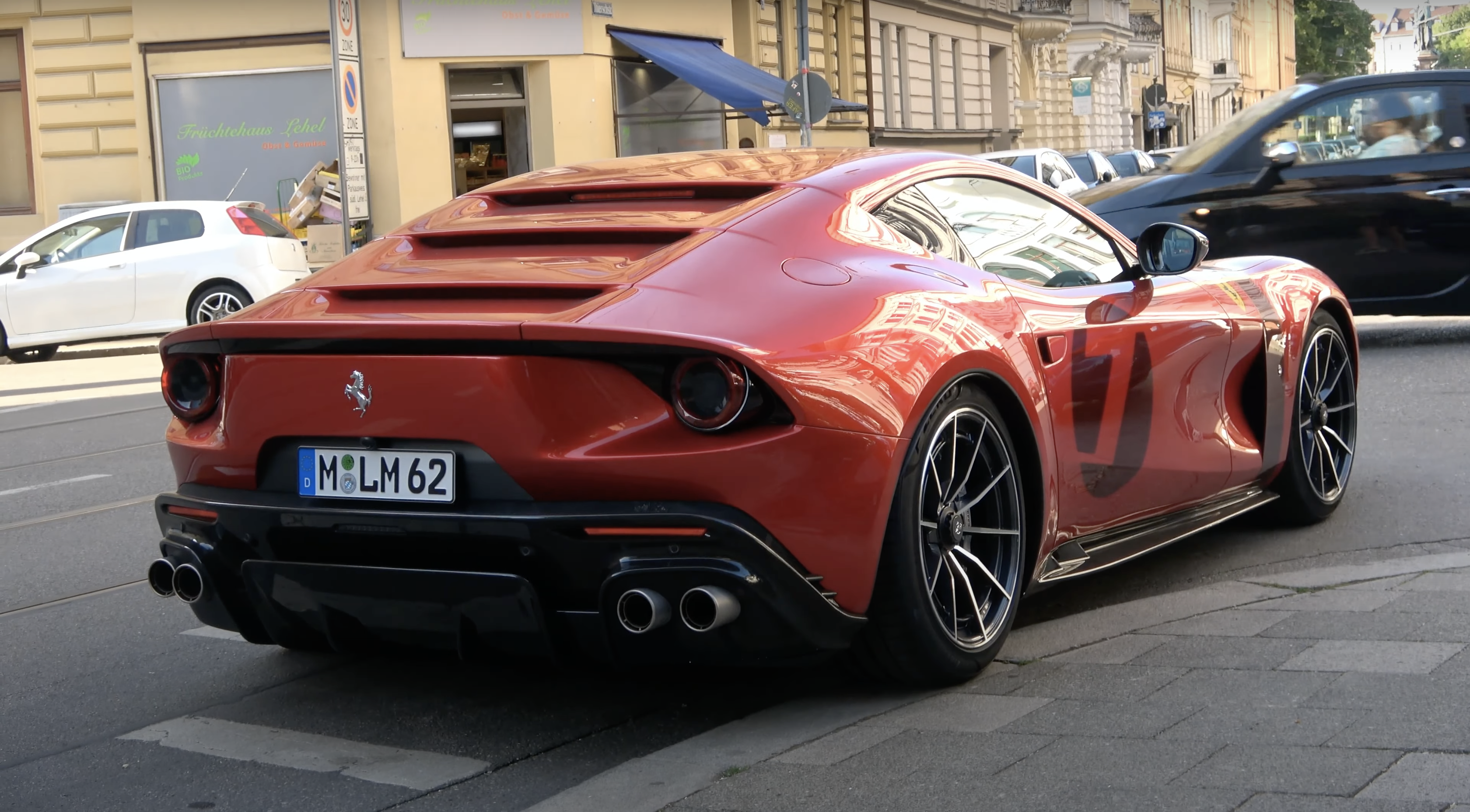
Ferrari Omologata - tył

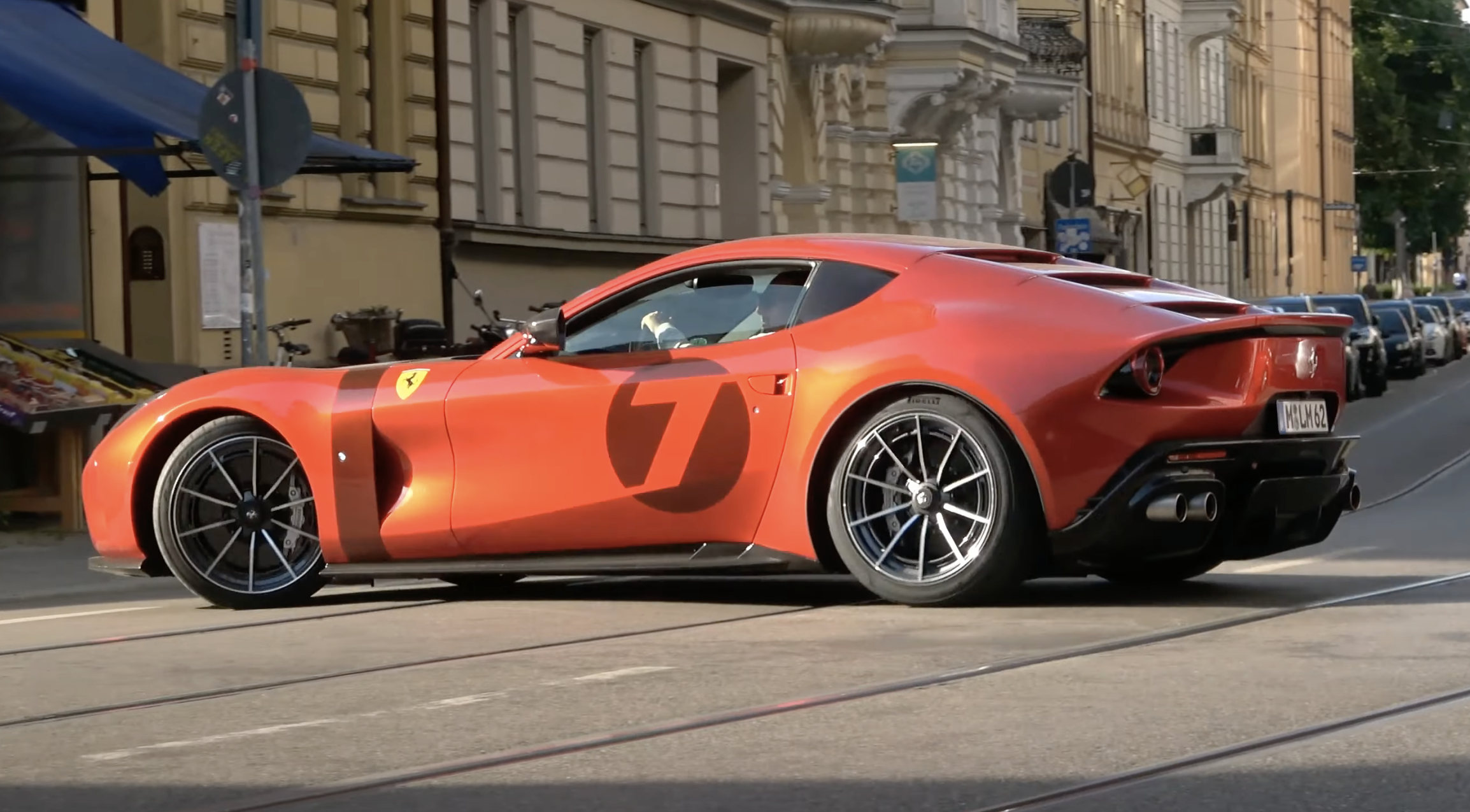
Ferrari Omologata - sylwetka

We wrześniu 2020 roku Ferrari zaprezentowało oficjalnie kolejny od czasu uruchomienia w 2008 roku programu Special Products model zbudowany na specjalne, indywidualne zamówienie klienta, za bazę zasięgając po seryjną konstrukcję ze standardowej oferty firmy. Ferrari Omologata powstało z wykorzystaniem podzespołów, elementów zewnętrznych oraz silnika modelu 812 Superfast. Prace konstrukcyjne trwały łącznie ok. 2 lata.
Pod kątem wizualnym Ferrari Omologata z pierwowzoru zachowało przednią szybę i reflektory, z kolei pozostałe elementy stylistyczne powstały od podstaw jako odrębny projekt. Samochód zyskał rozbudowane wloty powietrza, naklejki z numerem 7 na masce i drzwiach, a także brak szyby tylnej na rzecz poziomo rozlokowanych wlotów powietrza. Nadwozie pokryto czerwonym lakierem Rosso Magma, z kolei kabina pasażerska została wykończona m.in. niebieską tapicerką skórzaną oraz dżinsem.
Do napędu Omologaty wykorzystana została jednostka napędowa z 812 Superfast w postaci wolnossącego silnika benzynowego typu V12 o pojemności 6,5 litra, charakteryzując się mocą 800 KM i 718 Nm maksymalnego momentu obrotowego. Przyśpieszenie od 0 do 100 kmh/h zajmuje 2,9 sekundy, a prędkość maksymalna wynosi 340 km/h.

### Sprzedaż
Zgodnie z założeniami programu Special Products, Ferrari Omologata zbudowane zostało na specjalne zlecenie klienta indywidualnego i powstało w jednej sztuce. Nie zdradzona została ani cena transakcji, ani tożsamość nabywcy - wiadome było jedynie tyle, że samochód trafił do kraju europejskiego.

### Silnik
- V12 6.5l 800 KM